# 菲律宾耳草
菲律宾耳草（学名：Hedyotis philippensis）为茜草科耳草属下的一个种。

## 扩展阅读
- 維基物種上的相關：菲律宾耳草